# Tim O’Brien
William Timothy O'Brien (Austin, 1946. október 1. –) amerikai regényíró, katonaként szolgált a vietnámi háborúban. Írásainak nagy része a háborús Vietnámról szól, és későbbi munkái gyakran veteránjainak háború utáni életét tárják fel.
O'Brien talán leginkább a The Things They Carried (1990) című könyvéről ismert, amely a háborús élményeiből ihletett, félig önéletrajzi történetek gyűjteménye. 2010-ben a The New York Times "a kortárs háborús fikció klasszikusaként" írta le. Going After Cacciato (1978) című háborús regényét Nemzeti Könyvdíjal tüntettek ki.

## Élete és pályafutása
Tim O'Brien a minnesotai Austinban született William Timothy O'Brien és Ava Eleanor Schultz O'Brien fiaként. Amikor tíz éves volt, családja – köztük egy öccse és nővére – a minnesotai Worthingtonba költözött. Worthington nagy hatással volt O'Brien képzeletére és korai szerzői fejlődésére. A város az Okabena-tó partján, az állam délnyugati részén található, és színhelyéül szolgál néhány történetének, különösen a The Things They Carried című könyvnek.

### Katonai szolgálat
O'Brien 1968-ban szerzett diplomát politológiából a Macalester College-ban, ahol a hallgatói testület elnöke volt. Ugyanebben az évben besorozták az Egyesült Államok hadseregébe, és Vietnamba küldték, ahol 1969 és 1970 között szolgált az A század 3. szakaszában, az 5. zászlóaljnál, a 46. gyalogezredben, amely a 23. gyalogos hadosztály része, tartalmazta azt az egységet, amely az érkezése előtti évben elkövette a Mỹ Lai-i mészárlást. O'Brien azt mondta, hogy amikor egysége a My Lai (amelyet az amerikai csapatok "Pinkville"-ként emlegettek) környékére ért, "mindannyian azon tűnődtünk, miért olyan ellenséges a hely. Nem tudtuk, hogy egy évvel korábban mészárlás történt ott. Az erről szóló hír csak később jelent meg, amikor ott voltunk, és akkor tudtuk meg."

### Első könyve megjelent
Szolgálati körútja befejeztével O'Brien a Harvard Egyetemen végzett posztgraduális képzésben. Ezt követően a Washington Postnál kapott szakmai gyakorlatot. 1973-ban kiadta első könyvét, emlékiratát If I Die in a Combat Zone, Box Me Up and Ship Me Home (Ha meghalok egy harci zónában, dobozolj be és szállíts haza) címmel háborús élményeiről. Ebben az emlékiratában O'Brien ezt írja: "Taníthat-e a gyalogos katona bármi fontosat a háborúról, pusztán azért, mert ott volt? Szerintem nem. Háborús történeteket tud csak mesélni."

### Magánélete
O'Brien Texas központjában élt, családot alapított, és minden második évben teljes munkaidőben tanított a San Marcos-i Texas Állami Egyetemen. Felváltva több munkacsoportot tart az MFA hallgatóinak a kreatív írás programban.
O'Brien iratait az austini Texasi Egyetem Harry Ransom Központjában tárolják.

## Írói stílusa
A "The Things They Carried" című, félig önéletrajzi történetek gyűjteményéből származó "Good Form" című történetben O'Brien a "történet-igazság" (a fikció igazsága) és a "történés-igazság" közötti különbségtételt tárgyalja (a tény vagy a történet igazsága), azt írva, hogy "a történet-igazság néha igazabb, mint a történés-igazság". O’Brien azt sugallja, hogy a történet igazsága érzelmi igazság. A kitalált történetek által keltett érzelmek viszont néha igazabbak, mint ami a tények puszta olvasásából adódik.
Ez O'Brien írói stílusának egyik aspektusát mutatja: a fikció és a valóság közötti szokásos különbségtétel elmosódását, mivel a szerző saját életéből vett részleteket használ fel, de azokat egy öntudatos vagy metafikciós elbeszélői hangon keretezi.
Ugyanezen alapon a „The Things They Carried” történetek bizonyos sorozatai ellentmondani látszanak egymásnak, és bizonyos történetek célja a korábbi történetekben létrehozott a hitetlenség felfüggesztése „visszavonása”. Például a „Speaking of Courage” (Bátorságról beszélni) szót a „Jegyzetek” követi, amely elmagyarázza, hogy a „Speaking of Courage” milyen szempontból kitalált. Ez egy újabb példa arra, hogy O'Brien hogyan homályosítja el a tények és a fikció közötti hagyományos különbségeket.

## Személyes vélemények a vietnámi háborúról
Bár O'Brien nem tartja magát a vietnámi háború szóvivőjének, időnként kommentálta azt. Évekkel később neveltetéséről és a háborúról beszélve úgy jellemezte szülővárosát, mint "olyan várost, amely nap mint nap gratulál önmagának a világgal kapcsolatos tudatlanságához: egy város, amely elvezetett minket Vietnámba. Ó, az ott élő emberek A város küldött engem abba a háborúba, tudod, nem tudta leírni a „Hanoi” szót, ha három magánhangzót vett észre.”
Összehasonlítva az amerikai eltűnt katonák utáni folyamatos amerikai kutatást Vietnámban a vietnámi háborús halottak nagy számával, az amerikai nézőpontot a következőképpen írja le:
Perverz és felháborító kettős mérce. Mi lenne, ha a dolgok megfordulnának? Mi lenne, ha a vietnamiak kérnék, vagy megkövetelnék tőlünk, hogy keressük meg és azonosítsuk a saját eltűnt katonáikat? A számok önmagukban lehetetlenné teszik ezt: 100 000 az óvatos becslés. Talán a duplája. Talán a háromszorosa. Saját tapasztalatomból – egy év háborúban töltött idő, egy szempár – tanúsíthatom, hogy nagyon sok vietnami halott maradt névtelen.

## Díjak és kitüntetések
- If I Die in a Combat Zone, Box Me Up and Ship Me Home was named Outstanding Book of 1973 by the New York Times
- O'Brien won the 1979 National Book Award for his novel Going After Cacciato
- O'Brien received the Vietnam Veterans of America Excellence in the Arts Award in 1987
- His novel In the Lake of the Woods won the James Fenimore Cooper Prize for Best Historical Fiction in 1995
- In August 2012, O'Brien received the Dayton Literary Peace Prize Foundation's Richard C. Holbrooke Distinguished Achievement Award
- In 2010, O'Brien received the honorary Doctor of Humane Letters (L.H.D.) from Whittier College

## Könyvei

### regények
- If I Die in a Combat Zone, Box Me Up and Ship Me Home (1973)
- Northern Lights (1975) ISBN 9780440066644
- "Where Have You Gone, Charming Billy?" (1975)
- Going After Cacciato (1978) ISBN 9780385283496
  - A katona legszebb álma – Európa, Budapest, 1998 · ISBN 9630763818 · fordította, utószó: Gy. Horváth László
- The Nuclear Age (1985) ISBN 9780394542867
- The Things They Carried (1990) ISBN 9780618706419
- In the Lake of the Woods (1994) ISBN 9780140250947
- Tomcat in Love (1998) ISBN 9780767902021
- July, July (2002)[17][18]ISBN 978-0-547-52372-9
- America Fantastica (2023) ISBN 9780063318502[19][20]

### memoárok
- If I Die in a Combat Zone, Box Me Up and Ship Me Home (1973) ISBN 9780767904438
- Dad's Maybe Book (2019) ISBN 9780618039708

### egyéb
- "Where Have You Gone, Charming Billy?" (1975) – short story

## Egyéb információk
- "Tim O'Brien videointerjú" (2010) Archiválva 2010. április 21-i dátummal a Wayback Machine-ben a Big Think című műsorban
- Tim O'Brien at Library of Congress Authorities — with 19 catalog records
- "How To Tell a True War Story" (Hogyan mondjunk el egy igaz háborús történetet) BBC TV dokumentumfilm, 1992

## Fordítás
- Ez a szócikk részben vagy egészben  a   Tim O'Brien című angol Wikipédia-szócikk fordításán alapul.  Az eredeti cikk szerkesztőit annak laptörténete sorolja fel. Ez a jelzés csupán a megfogalmazás eredetét és a szerzői jogokat jelzi, nem szolgál a cikkben szereplő információk forrásmegjelöléseként.